# Mercedes-Benz 600

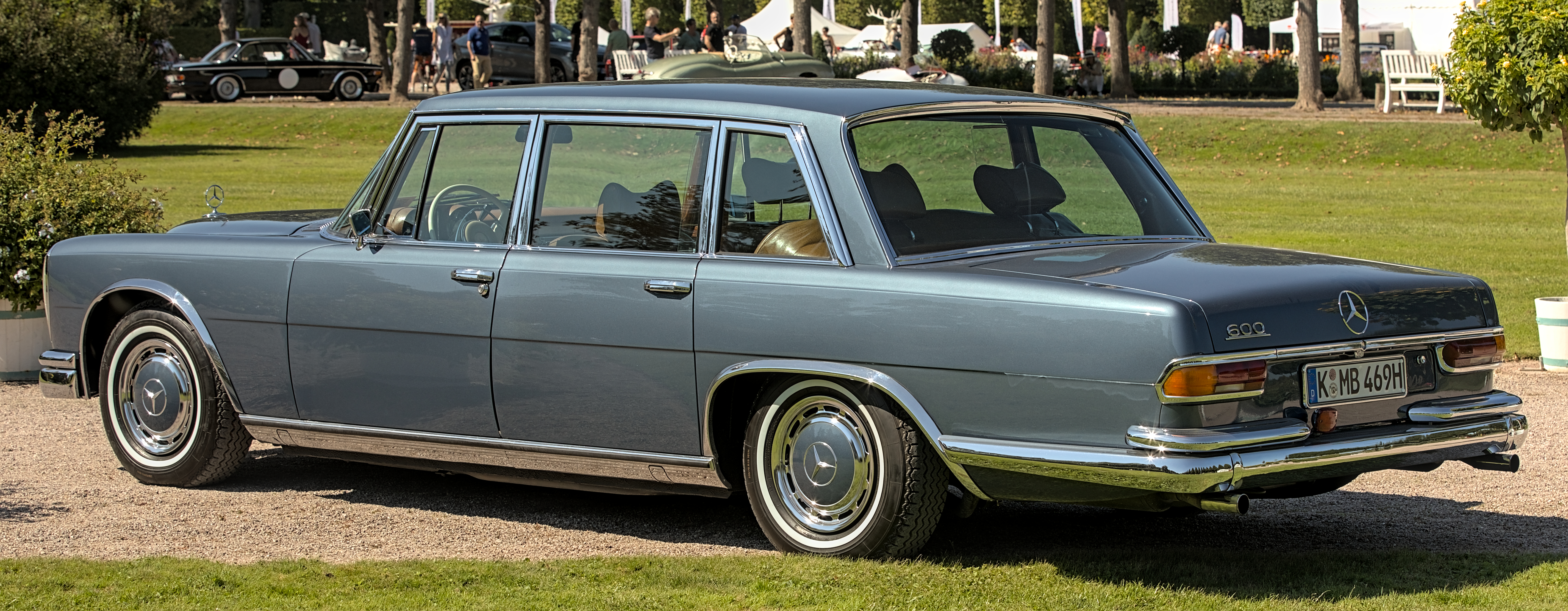
Traseira do Mercedes 600 sedã

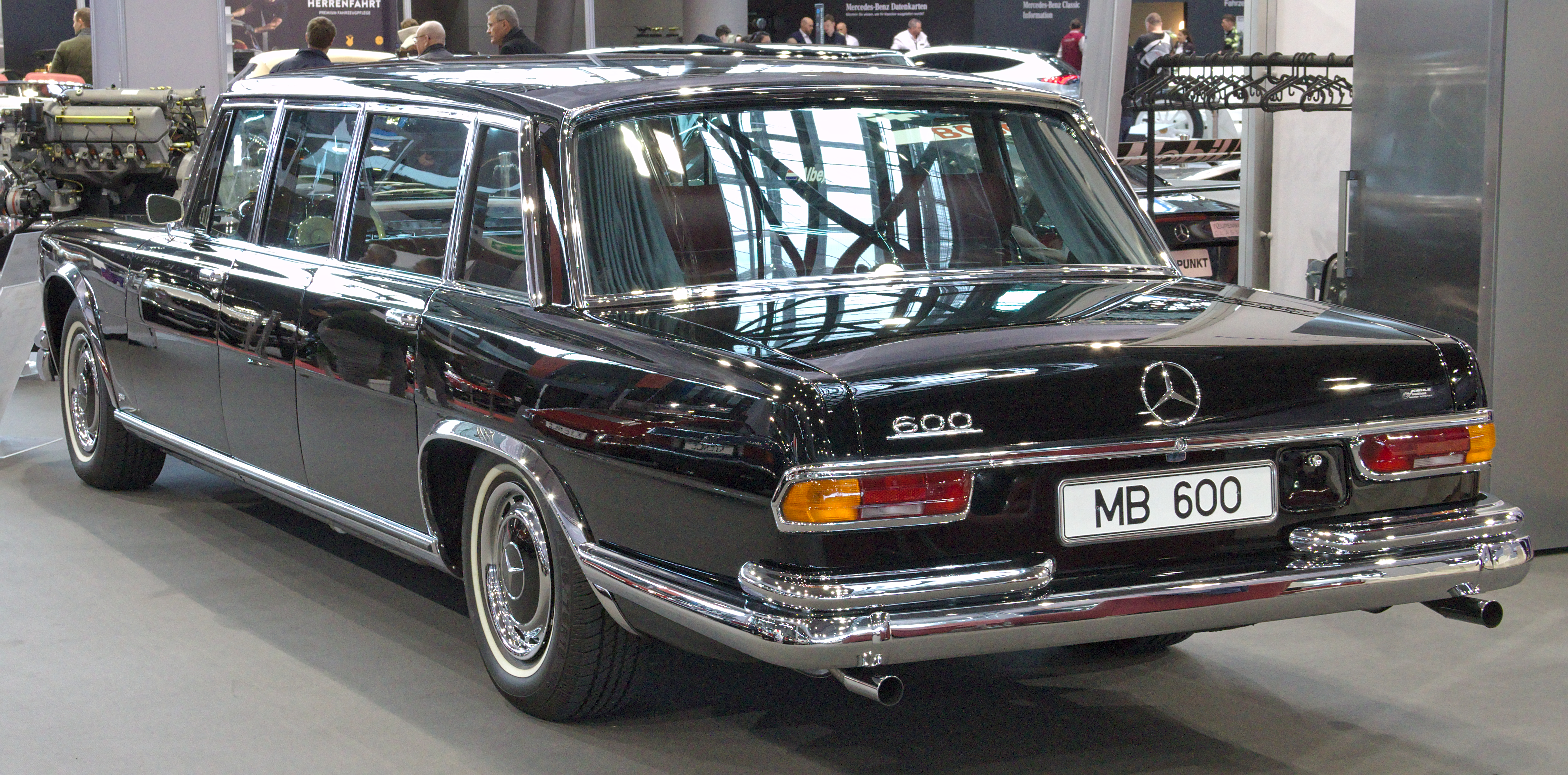
Traseira do Mercedes 600 Pullman

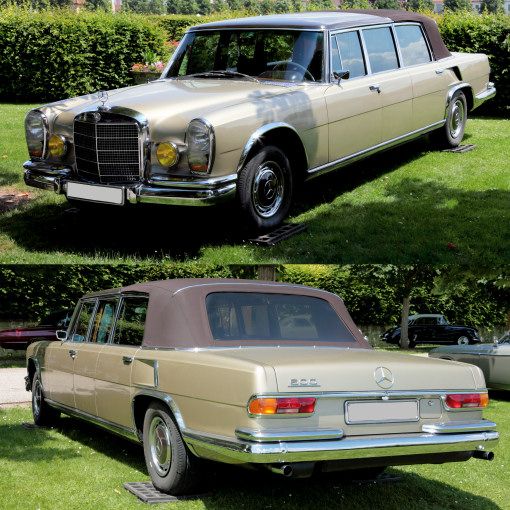
Mercedes 600 Landaulet

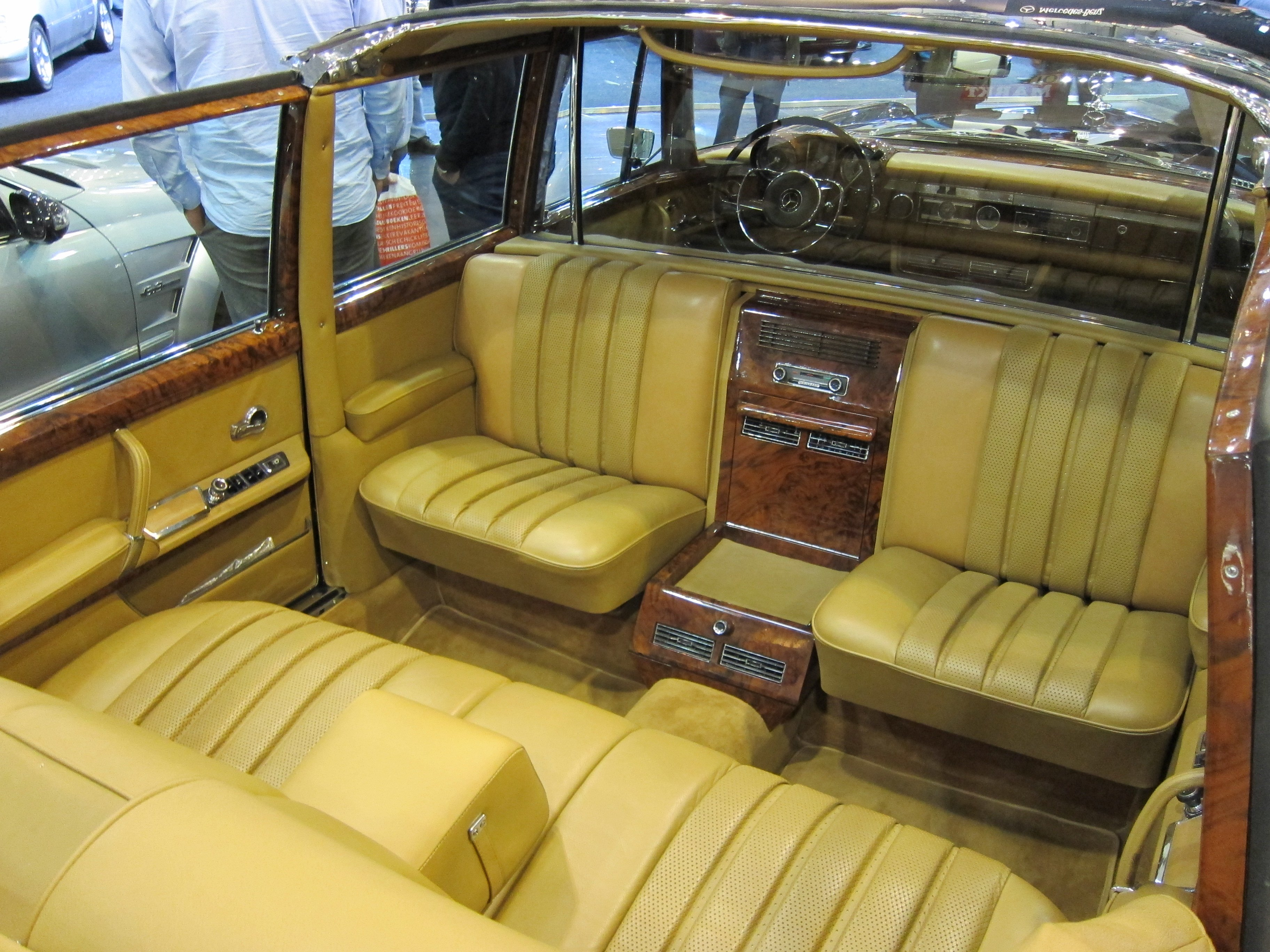
Bancos traseiros do Mercedes 600 Landaulet

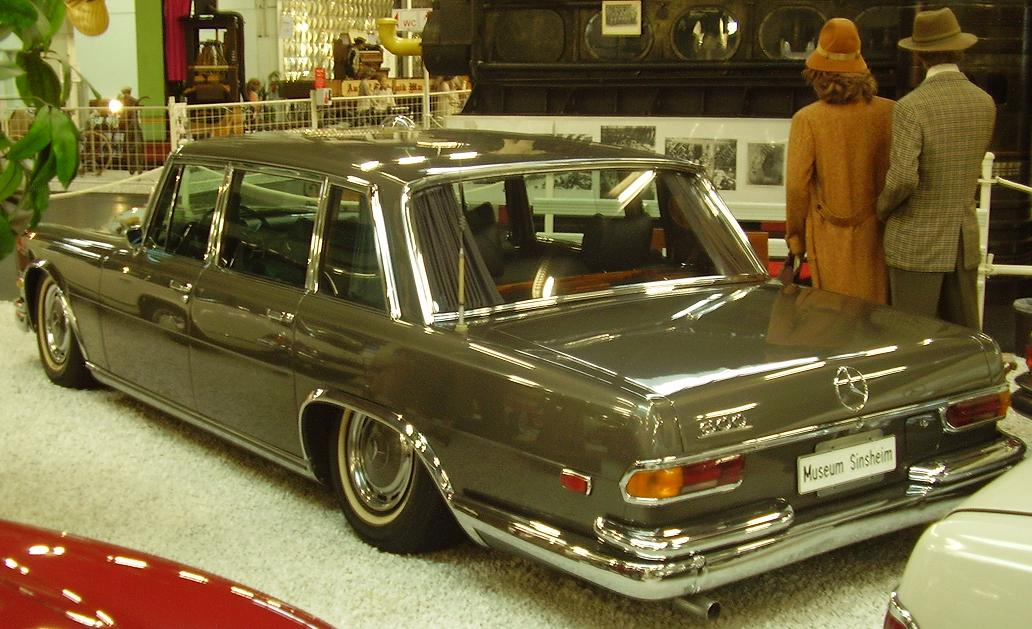
600 no Museu do Automóvel e da Tecnologia de Sinsheim, sentado baixo até que o compressor de ar forneça pressão novamente à suspensão

O Mercedes-Benz 600 (W100) é uma linha de carros ultraluxuosos produzida pela Daimler-Benz de 1963 a 1981. O precursor da moderna marca Maybach, o Grosser Mercedes ("Grande Mercedes"), sucedeu o Type 300d "Adenauer" (W189) como o modelo principal da empresa. Ele se posicionou acima da série 300 subsequente (W112) em preço, conforto e status. Em 1963, o Mercedes-Benz 600 era o carro mais caro do mundo. Seus poucos concorrentes incluíam marcas britânicas e americanas como Rolls-Royce, Bentley, Lincoln Continental, Cadillac Series 75 e Chrysler Imperial. Era bem conhecido por sua propriedade entre celebridades, líderes políticos e membros da realeza ao longo do final do século XX. Muitos especialistas e entusiastas o consideram o melhor veículo de luxo já fabricado. Mesmo hoje em dia, possuir um Mercedes-Benz 600 pode ser muito caro e extremamente custoso de manter, chegando a custar até 3,5 milhões de dólares.
Geralmente, os modelos de distância entre eixos curta (SWB) foram projetados para serem dirigidos pelo proprietário, enquanto os modelos de distância entre eixos longa (LWB) e limusine, frequentemente incorporando um divisor central com vidro elétrico, foram projetados para operação com motorista.
"Lenda viva: o Mercedes-Benz 600 é simplesmente grandioso. Com sua engenharia inovadora, este veículo icônico tem definido o luxo automotivo desde sua primeira aparição em 1963." - Mercedes Benz

## História
O 600 substituiu a limusine Mercedes-Benz W189 300d, a versão final do modelo W186 e W189 da série 300, carro-chefe da empresa, produzido entre o início das décadas de 1950 e 1960. Recebeu o apelido de Adenauer em homenagem a Konrad Adenauer, o primeiro chanceler da Alemanha Ocidental, que utilizou vários desses automóveis durante seu mandato.
A produção começou em 1964 e continuou até 1981. Durante esse período, a produção totalizou 2.677 unidades, compreendendo 2.190 sedãs, 304 Pullmans, 124 Pullmans de 6 portas e 59 Landaulets.
O 600 sucedeu o Mercedes-Benz W112 de 1961 ao utilizar uma suspensão pneumática autonivelante, um aprimoramento do sistema mecânico baseado em barra de torção ativado pelo painel do Mercedes-Benz 300d Adenauer. Uma versão está incorporada ao atual Active Body Control da Mercedes.
Com seu fim em 1981, o 600 marcou o último modelo ultraluxuoso que a marca produziu em uma linha ininterrupta desde o modelo 60 hp Simplex de 1903. A empresa retornaria a esse segmento cerca de 20 anos depois com o Maybach 57/62, mas esses carros extremamente caros não venderam nos números esperados e necessários. Como resultado, a Daimler encerrou a produção da marca Maybach em 2012 e não retornou a esse segmento.
A partir de 2019, o carro-chefe da Mercedes é o Mercedes-Maybach Classe S, que ocupa uma faixa de preço consideravelmente mais baixa e não é um verdadeiro sucessor do 600 e dos modelos anteriores. No entanto, é visto como um sucessor espiritual, já que é o primeiro modelo de produção de luxo da Mercedes-Benz desde o 600 a apresentar alguns toques de design personalizados não disponíveis no Classe S padrão.

## Modelos

Mercedes-Benz 600 limusine "Pullman", transportando o presidente dos EUA Jimmy Carter na Libéria, 1978

O 600 veio em dois comprimentos de distância entre eixos, produzindo três variantes principais:
- Um sedã de 4 portas com curta distância entre eixos, disponível com uma janela divisora elétrica separando os bancos dianteiros do banco traseiro, embora a maioria tenha sido produzida sem esse recurso.
- Uma limusine "Pullman" de 4 portas e longa distância entre eixos (com dois assentos adicionais voltados para trás, separados do compartimento do motorista por uma janela divisora elétrica, dos quais 304 foram produzidos)
- Uma limusine Pullman de 6 portas e longa distância entre eixos (com divisora elétrica e dois assentos rebatíveis voltados para frente nas duas portas do meio e um banco traseiro).

Várias limusines foram convertidas em landaulets, com capota retrátil sobre parte ou todo o compartimento de passageiros traseiro. A versão mais comum, com teto curto, dobra-se como um conversível sobre apenas a última fileira de assentos, deixando as molduras das portas no lugar e a área à frente coberta com o teto metálico, enquanto o teto longo se dobra para trás a partir da divisória da cabine (e deixa todas as molduras das portas no lugar). Conhecido como "teto presidencial", era especialmente raro em landaulets de 6 portas. Ao todo, foram produzidos 59 landaulets: 23 modelos de quatro portas com avarias desconhecidas, 17 modelos de teto curto de 6 portas e 9 modelos de teto longo de seis portas.
Landaulets como esses também foram notavelmente utilizados pelo governo alemão, como durante a visita de Estado da Rainha Elizabeth II em 1965. O Vaticano, além de um Mercedes 300d landaulet de 4 portas alongado, utilizou para o Papa um Mercedes 600 landaulet de 4 portas especialmente projetado, que agora se encontra no Museu Mercedes-Benz em Stuttgart. A produção das versões landaulet do 600 foi encerrada em 1980. Um landaulet de seis portas com teto longo usado pelo ex-presidente iugoslavo Josip Broz Tito foi vendido em 2017 na Inglaterra por £ 2,5 milhões.
A Mercedes também fabricou um cupê 600 especial de curta distância entre eixos, de 2 portas, em 1965, com a distância entre eixos padrão reduzida em 22 cm, para 298 cm. Um único exemplar de um landaulet de 4 portas e curta distância entre eixos, combinando o manuseio de um modelo de curta distância entre eixos com as qualidades de um landaulet, foi produzido pela Mercedes em 1967 para o ex-piloto de corrida Philipp Constantin von Berckheim.

## Mecânica
O grande tamanho, o peso e os inúmeros recursos hidráulicos do 600 exigiam mais potência do que o maior motor da Mercedes na época, o M189 de 3 litros e 6 cilindros, conseguia produzir. Um novo motor V8 com mais que o dobro da cilindrada foi desenvolvido, o M100 de 6,3 L. Ele contava com comando de válvulas simples no cabeçote (SOHC) e injeção eletrônica multiponto intermitente fabricada pela Bosch, e desenvolvia 247 hp.
O 600 utilizava o que a Mercedes chamava de "Sistema Hidráulico Komfort", desenvolvido especificamente para o 600 em conjunto com a Bosch. O sistema era extremamente complexo, utilizando fluido hidráulico pressurizado para controlar os vidros, bancos, teto solar opcional, tampa do porta-malas, aleta do ventilador e ar-condicionado. Nos primeiros modelos, esse sistema também era capaz de puxar as portas para dentro caso não estivessem totalmente travadas, atuando como uma forma inicial de portas com fechamento automático.
O sistema hidráulico de circuito fechado era alimentado por uma bomba acionada por motor que pressurizava o fluido a cerca de 2.176 psi. Quando um interruptor para um acessório controlado hidraulicamente era pressionado, ele acionava uma válvula de controle que permitia que o fluido transferisse energia para os pistões que acionavam o acessório. Havia um acumulador cheio de nitrogênio presente para manter alguma pressão hidráulica quando o carro estava desligado. O sistema hidráulico proporcionava aos acessórios do 600 operações excepcionalmente rápidas e silenciosas em comparação com as configurações elétricas e de vácuo mais tradicionais de outros carros de luxo. O sistema hidráulico requer manutenção cuidadosa, pois um vazamento em qualquer uma das linhas pode fazer com que os acessórios não funcionem como deveriam e, eventualmente, uma falha completa do sistema. A Mercedes ofereceu um "kit de reparo hidráulico" opcional com ferramentas especiais que os proprietários poderiam usar em caso de uma pequena falha hidráulica.
A suspensão do 600 não era totalmente controlada hidraulicamente, já que a Citroën possuía uma patente para um sistema de suspensão hidropneumática na época. Em vez disso, o 600 usava um sistema de suspensão a ar com nivelamento de carga semelhante ao do Mercedes-Benz W112. Assim como o Sistema Hidráulico Komfort, a suspensão a ar era pressurizada por uma bomba acionada pelo motor. A suspensão tinha múltiplas configurações que o motorista podia controlar a partir de um interruptor na coluna de direção. Estas incluem o "modo N" (para condução normal), o "modo H" (aumenta a altura do solo em 50 mm) e o "modo S" (desativa a suspensão a ar para manutenção). Ao contrário dos outros modelos Mercedes com este sistema, o 600 também usa a bomba de pressão de ar para controlar o reforço do freio. Em caso de falha do sistema de ar, os freios são projetados para ter prioridade sobre a suspensão a ar e podem até mesmo puxar o suprimento de ar da suspensão em situações de baixa pressão. A suspensão a ar ajustável proporcionou excelente qualidade de condução e manuseio seguro em qualquer superfície da estrada. Ele até superou os tempos de volta do Mercedes-Benz 230SL.